# Гаррі Лоуті
Гаррі Лоуті (англ. Harry Lawtey; нар. 26 жовтня 1996 Оксфорд, Оксфордшир, Англія, Велика Британія) — британський актор, знаний за ролями в драматичному серіалі «Індустрія» (з 2020 року), а також Гарві Дента у фільмі «Джокер: Божевілля на двох» (2024).

## Ранні роки
Народився в Оксфорді, графство Оксфордшир, в сім'ї військового авіаінженера. Його батьки родом з північного містечка Бартон-апон-Гамбер, де все ще живе значна частина його великої родини. Лоуті сказав про рідне місто батьків: «Я ніколи не жив там, але я відчуваю, що я звідти». Його старший брат був тренером першої команди «Суонсі Сіті».
Коли йому було 4 роки з сім'єю переїхав на Кіпр. Гастрольна вистава «Олівер!», поставлена в місцевому кіпрському амфітеатрі, яку Лоуті побачив у 13 років, надихнула його зайнятися акторством. Під час канікул в Англії він пройшов прослуховування в театральній школі Сільвії Янг, де навчався, проживаючи в приймаючій сім'ї в Еббі-Вуд разом з чотирма іншими хлопцями. 2015 року закінчив Гартвуд Гаус. 2018 року закінчив Драматичний центр Лондона.

## Кар'єра
Почав кар'єру з виступів в епізодах серіалу CBBC «Чарівники проти прибульців» і медичної мильної опери BBC One «Катастрофа». 2016 року дебютував у повнометражному кіно у кримінальному трилері «Місто крихітних вогнів» у ролі Чарлі Бенсона. 2018 року зіграв Ендрю у другій серії нуарного детективного серіалу ITV «Марчелла».
2020 року почав зніматися в ролі Роберта Спірінга в серіалі BBC Two і HBO «Індустрія». Також з'явився в епізоді фентезійного серіалу Netflix «Лист до короля». Потім отримав невелику роль Боббі Ендрюса у фільмі «Благословення» Теренса Девіса 2021 року.
Зіграв кадета Артеміса Маркіса в загадковому фільмі «Блідо-блакитне око» 2022 року, який вийшов у широкий прокат на Netflix. З'явився в романтично-комедійній драмі ITV «Ти і я» і режисерській роботі Тодда Філліпса «Джокер: Божевілля на двох». Далі він з'явиться в біографічному фільмі «Слова війни». У травні 2024 року приєднався до акторського складу стрічки «Містер Бертон» у ролі молодого Річарда Бертона. У жовтні 2024 року приєднався до акторського складу телепроєкту «Under Salt Marsh».

## Фільмографія
| Рік       |   | Українська назва                 | Оригінальна назва       | Роль               |
| --------- | - | -------------------------------- | ----------------------- | ------------------ |
| 2012      | с | Чарівники проти прибульців       | Wizards vs Aliens       | Молодий Марк       |
| 2013      | с | Катастрофа                       | Casualty                | Джей Грін          |
| 2015      | с | Веселі паравозики із Чаггінгтона | Chuggington             | озвучення          |
| 2016      | ф | Місто крихітних вогнів           | City of Tiny Lights     | Чарлі Бенсон       |
| 2018      | с | Марчелла                         | Marcella                | Ендрю              |
| 2020      | с | Лист для короля                  | The Letter for the King | Моріс              |
| 2020—2024 | с | Індустрія                        | Industry                | Роберт Спірінг     |
| 2021      | ф | Благословення                    | Benediction             | Боббі Ендрюс       |
| 2022      | ф | Блідо-блакитне око               | The Pale Blue Eye       | Артемус Маркіз     |
| 2023      | с | Ти і я                           | You & Me                | Бен                |
| 2024      | ф | Джокер: Божевілля на двох        | Joker: Folie à Deux     | Гарві Дент         |
|           | ф | Слова війни                      | Words of War            | Ілля Політковський |
|           | ф |                                  | Longbourn               | Джеймс             |
|           | ф | Містер Бертон                    | Mr Burton               | Річард Бертон      |
|           | с |                                  | Under Salt Marsh        |                    |